# Vrnjačka Banja (općina)
Vrnjačka Banja (općina) (ćirilično: Општина Врњачка Бања) je općina u Raškom okrugu u Središnjoj Srbiji. Središte općine je grad Vrnjačka Banja. 

## Zemljopis
Po podacima iz 2004. općina zauzima površinu od 239 km², od čega 10.237 ha poljoprivrednih i 12.090 ha šumskih površina. 

## Stanovništvo
Prema popisu stanovništva iz 2002. godine u općini živi 26.492 stanovnika, raspoređenih u 14 naselja.
Po podacima iz 2004. prirodni priraštaj je iznosio 4,3 ‰. Broj zaposlenih u općini iznosi 8.685 ljudi. U općini se nalazi 12 osnovna škola s 2.610 učenika i dvije srednje škole s 1.196 učenika.

### Grad
- Vrnjačka Banja

### Naselja
| - Vraneši - Vrnjci - Vukušica - Goč - Gračac - Lipova - Novo Selo | - Otroci - Podunavci - Rsavci - Ruđinci - Stanišinci - Štulac |